# Mamfe
Mamfe is een stad in de Sud-Ouest provincie, in het westen van Kameroen. De stad is de hoofdstad van het departement Manyu.
Mamfe is sinds 1999 de zetel van een rooms-katholiek bisdom.